# 电子情书 (原声带)
| 評論得分 | 評論得分 |
| 來源     | 評分     |
| -------- | -------- |
| Allmusic | [ 2 ]    |

《电子情书》（英語：You've Got Mail）是1998年同名电影的原声音乐专辑。

## 概况
这张专辑在1998年12月1日由大西洋唱片发行。这张专辑收集了二十世纪六十和七十年代的多首经典歌曲，其中包括哈利·尼尔森的三首乐曲。除此之外还收录了其他在电影中出现的原始背景音乐。

## 曲目列表
1. 哈利·尼尔森 —— "The Puppy Song（英语：The Puppy Song）" —— 2:43
2. 小红莓乐队 —— "Dreams（英语：Dreams (The Cranberries song)）" —— 4:31
3. 巴比·达林 —— "Splish Splash（英语：Splish Splash (song)）" —— 2:12
4. 路易斯·阿姆斯特朗 —— "Dummy Song" —— 2:19
5. 哈利·尼尔森 —— "Remember" —— 4:02
6. 罗伊·奥比森 —— "Dream （1944年歌曲）（英语：Dream (1944 song)）" —— 2:12
7. 鲍比·戴（英语：Bobby Day） —— "Rockin' Robin（英语：Rockin' Robin (song)）" —— 2:36
8. 兰迪·纽曼 —— ""Lonely at the Top（英语：Sail Away (Randy Newman album)）" —— 2:32
9. 史提夫·汪达 —— "Signed, Sealed, Delivered I'm Yours（英语：Signed, Sealed, Delivered I'm Yours）" —— 2:38
10. 西尼德·奥康娜 —— "I Guess the Lord Must Be in New York City" —— 3:08
11. 哈利·尼尔森 —— "彩虹之上" —— 3:31
12. 卡洛尔·金 —— "Anyone At All" —— 3:09
13. 比利·威廉姆斯（英语：Billy Williams (singer)） —— "I'm Gonna Sit Right Down and Write Myself a Letter（英语：I'm Gonna Sit Right Down and Write Myself a Letter）" —— 2:08
14. 乔治·芬顿（英语：George Fenton） —— "The 'You've Got Mail' Suite" —— 5:36
15. 吉米·杜兰特（英语：Jimmy Durante） —— "You Made Me Love You (I Didn't Want to Do It)（英语：You Made Me Love You (I Didn't Want to Do It)）" —— 3:04

## 电影中的其他歌曲
歌曲Never Smile at a Crocodile也出现在了电影之中（在Joe第一次遇到Kathleen时候），但并未收录到这张原声音乐专辑里。